# Wilhelm von Wartensleben
Gustav Wilhelm Ludwig comte Wartensleben, né le 11 octobre 1734 en landgraviat de Hesse-Cassel et mort le 21 avril 1798 à Vienne, est un officier autrichien des guerres de la Révolution.

## Biographie
Il est le plus jeune fils de la maison royale suédoise et de la maison princière de Hesse Schaumburg. Son père est Karl Philip Christian, comte Wartensleben, et sa mère est Albertine Louise, l'ex-baronne de Quadt et Wykradt. Au début de sa carrière, il rejoint l'armée néerlandaise, mais est transféré dans l'armée autrichienne en 1758. Il est affecté au régiment de grenzers Szluiner. Il s'illustre à plusieurs reprises pendant la guerre de Sept Ans et devient colonel du régiment de grenzers Ottocaner en 1773, puis général-major au début de la guerre de Succession de Bavière. À la suite de ce conflit, il est nommé propriétaire du régiment d'infanterie no 28, un poste qu'il occupe de 1779 jusqu'à sa mort. 
Il participe ensuite à la guerre austro-turque de 1788 à 1791 au cours de laquelle il est élevé au grade de feld-maréchal-lieutenant. Il reçoit par ailleurs la croix de chevalier de l'ordre militaire de Marie-Thérèse le 22 avril 1790. Promu Feldzeugmeister le 11 octobre 1794, il commande l'armée du Bas-Rhin en 1796 et essuie plusieurs échecs face à l'armée française du général Jourdan. Lorsque ses troupes rejoignent celle de l'archiduc Charles en août 1796, leurs efforts conjugués permettent néanmoins d'infliger une première défaite aux Français lors du combat d'Amberg. Lors de la bataille d'Emmendingen, le 19 octobre 1796, son bras gauche est fracassé par une balle. Wartensleben meurt à Vienne des suites de cette blessure le 21 avril 1798.